# 石山通停留場
石山通停留場（いしやまどおりていりゅうじょう）は、北海道札幌市中央区にある札幌市交通事業振興公社（札幌市電）山鼻線の停留場である。停留場番号はSC13。電車の通る白石藻岩通と、石山通（国道230号）との交差点の西側（南22条西11丁目）に位置している。

## 歴史
- 1931年（昭和6年）11月23日 [2]開業（単線）。
- 1954年（昭和29年）7月 複線化。
- 2015年（平成27年）4月1日 停留場番号を設定[3]。

## 停留場構造
千鳥状に2面2線の対向式ホームを持つ。交差点を挟んで西側に内回り（東屯田通方面）、東側に外回り（中央図書館前方面）の乗り場があり、安全地帯が設けられている。
安全地帯にはロードヒーティングが施され、上屋が設置されている。

## 停留場周辺
- 国道230号
- 山鼻まちづくりセンター
- 南警察署山鼻交番
- 札幌南二十一条郵便局
- 北洋銀行石山通支店
- 北海道銀行石山通出張所
- じょうてつ「南21条西11丁目」、道南バス「南22条西11丁目」停留所[4][5]

## 隣の停留場
札幌市交通事業振興公社
山鼻線
中央図書館前停留場 (SC12) - 石山通停留場 (SC13) - 東屯田通停留場 (SC14)